# روبرت والكر
روبرت والكر (بالإنجليزية: Robert Walker) (و. 1918 – 1951 م) هو ممثل أفلام، وممثل، وكاتب سيناريو، من الولايات المتحدة الأمريكية، ولد في سولت ليك سيتي، كان عضوًا في الحزب الجمهوري، توفي في لوس أنجلوس، عن عمر يناهز 33 عاماً.

## التعليم
تعلم في الأكاديمية الأميركية للفنون المسرحية.

## جوائز
حصل على جوائز منها:
- جائزة المسرح العالمي (1965).[7]

## وصلات خارجية
- روبرت والكر على موقع IMDb (الإنجليزية)
- روبرت والكر على موقع الموسوعة البريطانية (الإنجليزية)
- روبرت والكر على موقع ألو سيني (الفرنسية)
- روبرت والكر على موقع تيرنر كلاسيك موفيز (الإنجليزية)
- روبرت والكر على موقع أول موفي (الإنجليزية)
- روبرت والكر على موقع قاعدة بيانات برودواي على الإنترنت (الإنجليزية)
- روبرت والكر على موقع قاعدة بيانات برودواي على الإنترنت (الإنجليزية)
- روبرت والكر على موقع قاعدة بيانات الأفلام السويدية (السويدية)
- روبرت والكر على موقع إن إن دي بي (الإنجليزية)
- روبرت والكر على موقع قاعدة بيانات الفيلم (الإنجليزية)